# Mézières, Vaud
Mézières är en ort i kommunen Jorat-Mézières i kantonen Vaud i Schweiz. Den ligger cirka 13,5 kilometer nordost om Lausanne. Orten har 1 284 invånare (2021).
Orten var före den 1 juli 2016 en egen kommun, men slogs då samman med kommunerna Carrouge och Ferlens till den nya kommunen Jorat-Mézières.